# カードキャプターさくら クロウカードCDセット
「カードキャプターさくら クロウカードCDセット」は、CLAMPによる日本の漫画『カードキャプターさくら』のクロウカードを同梱した8センチCDである。1998年6月3日と1998年6月24日にビクターエンタテインメントより発売された。VOL.1は全1枚。VOL.2は全3枚。

## VOL.1
収録内容
1. ジョニーへの伝言 [3:42]
2. 五番街のマリーへ [4:09]
3. 蜃気楼 [4:31]
4. グランパ [5:11]

## VOL.2
Disc.1 - 収録内容
1. やさしさの種子 [4:16]
2. ミニドラマ「さくらの宿題〜音楽」 [4:40]
3. やさしさの種子 [4:16]

Disc.2 - 収録内容
1. 自転車に乗って [4:19]
2. さくらの宿題 [3:23]
3. 自転車に乗って [4:19]

Disc.3 - 収録内容
1. 気になるアイツ [4:43]
2. さくらの宿題 [3:29]
3. 気になるアイツ [4:43]